# Stefan Bożkow
Stefan Bożkow, właśc. Stefan Bożiłow Stefanow (bułg. Стефан Божков, Стефан Божилов Стефанов, ur. 20 września 1923 w Sofii, zm. 1 lutego 2014 tamże) – bułgarski piłkarz występujący na pozycji pomocnika, reprezentant Bułgarii, brązowy medalista igrzysk olimpijskich, trener piłkarski.

## Kariera piłkarska
Piłkarską karierę zaczynał w Sportiście Sofia, ale w wieku dwudziestu pięciu lat związał się z CSKA Sofia, gdzie grał do końca piłkarskiej kariery. W ciągu dwunastu lat spędzonych w CSKA, prowadzonym wtedy przez Kruma Milewa, zdobył dziewięć tytułów mistrza Bułgarii oraz trzy razy wygrywał rozgrywki o Puchar Armii Sowieckiej. Sukcesy odnosił także grając w reprezentacji Bułgarii. Zadebiutował w niej w 1946 roku i łącznie przez dwanaście lat w barwach drużyny narodowej wystąpił 53 razy. Dwukrotnie znalazł się w kadrze na igrzyska olimpijskie: w 1952 roku Bułgarzy wprawdzie odpadli już po fazie grupowej, ale cztery lata później, w Melbourne, zdobyli brązowy medal. Bożkow na tym ostatnim turnieju w drużynie kierowanej przez Stojana Ormandżijewa był tylko rezerwowym i nie zagrał w żadnym ze spotkań. W wieku trzydziestu siedmiu lat postanowił zakończyć piłkarską karierę i rozpocząć pracę szkoleniową.

## Kariera trenerska
Na początku lat 60. został pracownikiem CSKA Sofia, gdzie był asystentem Milewa, oraz Bułgarskiego Związku Piłki Nożnej. Dwukrotnie był selekcjonerem reprezentacji Bułgarii; najpierw w latach 1960–1962, kiedy prowadził kadrę w dwunastu meczach wspólnie ze Stojanem Ormandżiewem, Georgi Paczedżiewem i Krystjo Czakyrowem. Samodzielnie pełnił obowiązki trenera kadry w latach 1967–1970. W tym czasie drużyna, w której grali m.in. Dimityr Penew, Christo Bonew i Dinko Dermendżiew, awansowała do mundialu 1970. Na turnieju Bułgarzy przegrali dwa mecze (2:3 z Peru i 2:5 z RFN), jeden zremisowali (1:1 z Marokiem) i ostatecznie zakończyli rozgrywki na fazie grupowej. Po mistrzostwach Bożkow został zwolniony.
Po pracy szkoleniowej powrócił jeszcze w sezonie 1982–1983, kiedy na krótko zastąpił swojego byłego podopiecznego z kadry Asparucha Nikodimowa na stanowisku trenera CSKA Sofia.

## Sukcesy
Bułgaria
- brązowy medal igrzysk olimpijskich 1956

CSKA Sofia
- mistrzostwo Bułgarii: 1951, 1952, 1954, 1955, 1956, 1957, 1958, 1958/59, 1959/60
- Puchar Bułgarii: 1951, 1954, 1955

## Odznaczenia
Kawaler wielu państwowych odznaczeń, m.in. Orderu Zasłużonego Mistrza Sportu (1952).